# Чанша
Чанша (на китайски 长沙市, на пинин Chángshā) е град в централноюжен Китай, център на провинция Хунан. Чанша е с население от 6 017 600 жители (2003) и обща площ от 11 819 км2. Най-ранното заселване на района на града вероятно е започнало 1 хилядолетие пр.н.е. Административният район има население от 7 040 952 жители.
По време на Втората китайско-японска война Чанша е стратегически важен център на китайската защита на подстъпите към Съчуан и опитите на Япония да го завземе стават причина за четири важни военни операции - през 1939, през 1941, през 1942 и през 1944 година.